# Lã Toản
Lã Toản (giản thể: 吕纂; phồn thể: 呂纂; bính âm: Lǚ Zuǎn) (?-401), tên tự Vĩnh Tự (永緒), gọi theo thụy hiệu là (Hậu) Lương Linh Đế ((後)涼靈帝), là một hoàng đế của nước Hậu Lương trong lịch sử Trung Quốc. Ông là con trai cả của hoàng đế khai quốc Lã Quang song lại không phải là người thừa kế hợp pháp do ông không phải được Thạch vương hậu sinh ra. Sau khi Lã Quang chết vào khoảng tết năm 400, ông đã chiếm lấy ngai vàng từ tay em trai là Lã Thiệu trong một cuộc chính biến.
Lã Toản được coi là một vị tướng giỏi về sách lược, song lại không khéo léo trong chiến lược tổng thể. Dưới thời ông trị vì, Hậu Lương tiếp tục suy sụp so các cuộc tấn công của Bắc Lương và Nam Lương. Mặc dù vậy, Lã Toản vẫn tiếp tục bận rộn với việc săn bắn và những thứ không quan trọng khác. Năm 401, ông bị ám sát bởi một người anh em họ tên là Lã Siêu (呂超), người này sau đó ủng hộ anh trai mình là Lã Long lên ngôi hoàng đế.

## Dưới thời Lã Quang trị vì
Lã Toản được mô tả là ưa thích các bài tập về bắn cung, cưỡi ngựa, và săn bắn khi ông còn trẻ, khi còn là một tu sinh tại kinh thành Trường An của Tiền Tần trong thời gian Phù Kiên trị vì, ông đã không hiếu học. Khi Tiền Tần sụp đổ bởi nhiều cuộc nổi loạn vào các năm 384 và 385, Lã Toản ban đầu chạy trốn đến Thượng Khuê (上邽, nay thuộc Thiên Thủy, Cam Túc), và sau đó đến Cô Tang (姑臧, nay thuộc Vũ Uy, Cam Túc), nơi cha của ông đã lập nên nước Hậu Lương và định đô.
Năm 392, Lã Toản là một trong các tướng của cha trong chiến dịch chống lại vua Khất Phục Càn Quy của nước Tây Tần, Lã Toản đã không thành công trong cuộc tấn công Khất Phục Càn Quy của mình. Năm 397, Lã Quang, khi này đã xưng đế, đã cử con trai Lã Toản (lúc đó là Thái Nguyên công) cùng với em trai Lã Diên (呂延) đi đánh Khất Phục Càn Quy do người này trước đó đã chấp thuận trở thành chư hầu song sau lại thay đổi. Ban đầu, Lã Toản đã chiến thắng và chiếm được Kim Thành (金城, nay thuộc Lan Châu, Cam Túc), song sau khi thúc phụ bị đánh bại và bị giết khi rơi vào bẫy của Khất Phục Càn Quy, Lã Toản đã buộc phải rút lui.
Trong suốt thời gian trị vì còn lại của Lã Quang, Lã Toản trở thành một tướng lĩnh được cha trông cậy vào nhiều nhất. Năm 397, khi tướng Hung Nô là Thư Cừ Mông Tốn nổi loạn, Lã Quang đã cử Lã Toản đi đánh dẹp, Lã Toản ban đầu giành được thắng lợi trước Thư Cừ Mông Tốn và buộc ông ta phải chạy trốn. Tuy nhiên, sau khi một người anh em họ của Thư Cừ Mông Tốn tên là Thư Cừ Nam Thành (沮渠男成) thuyết phục viên quan Đoàn Nghiệp tham gia cùng mình và lập nên nước Bắc Lương, Lã Quang đã phải đối mặt với một cuộc nổi loạn nghiêm trọng ở chính kinh thành Cô Tang của tướng Dương Quỹ (楊軌) và pháp sư Quách Nôn (郭黁). Lã Toản trong lúc này đang bao vây kinh thành Kiến Khang (建康, nay thuộc Trương Dịch, Cam Túc), đã buộc phải rút quan để đánh Dương Quỹ và Quách Nôn, điều này đã cho phép đất nước non trẻ của Đoàn Nghiệp tiếp tục tồn tại. Năm 398, Lã Toản và em trai là Lã Hoằng (呂弘) hội quân và đánh bại Dương và Quách, buộc họ phải đến đầu hàng Nam Lương và Tây Tần, tương ứng.
Năm 399, Lã Toản cùng với em trai là Lã Thiệu (thái tử của Lã Quang), tiến đánh Bắc Lương, họ giành được thắng lợi ban đầu song sau khi vua Thốc Phát Ô Cô của Nam Lương cử Dương Quỹ và Thốc Phát Lợi Lộc Cô đến viện trợ cho Bắc Lương, Lã Toản và Lã Thiệu buộc phải lui quân.

## Chính biến
Khoảng tết năm 400, Lã Quang lâm bệnh nặng. Ông ta đã lệnh cho Lã Thiệu lên ngôi với tước hiệu "Thiên vương", còn mình thì trở thành Thái thượng hoàng. Lã Toản được giao phụ trách việc binh còn Lã Hoằng phụ trách về triều chính. Lã Quang đã bảo ba người phải thống nhất với nhau, rằng Lã Thiệu cần tin tưởng các anh trai. Ông ta cũng bảo Lã Toản và Lã Hoằng rằng dù Lã Thiệu có thể không có tài song vẫn là người kế thừa hợp pháp, và họ nên giúp đỡ em trai với lòng trung thành. Lã Quang qua đời ngay sau đó.
Ban đầu, Lã Thiệu đã không lập tức thông báo về cái chết của cha do lo sợ rằng kẻ thù sẽ tấn công, song Lã Toản đã phá cửa và dùng vũ lực để tiến vào hoàng cung và than khóc. Lã Thiệu cảm thấy lo sợ và nhường ngôi vị lại cho Lã Toản song Lã Toản từ chối. Một người anh em họ của Lã Thiệu tên là Lã Siêu (呂超) sau đó đã bí mật đề xuất rằng Lã Thiệu nên cho bắt giữ và giết chết Lã Toản song Lã Thiệu đã từ chối.
Tuy nhiên, ngay sau đó, Lã Thiệu đã cử Khương Kỉ (姜紀) đến thuyết phục Lã Toản nhận lấy ngai vàng. Sau đó, đến tối, Lã Toản đã dẫn tư binh tiến đánh hoàng cung, Lã Hoằng cũng tham gia cùng ông. Các cận binh của Lã hiệu ban đầu vẫn kháng cự và một người trong số họ là Tề Tòng (齊從), đã dùng kiếm tấn công vào đầu của Lã Toản song không giết được ông. Lã Siêu cũng cố gắng giúp đỡ cho Lã Thiệu song quân của họ vì lo sợ Lã Toản nên đã sụp đổ. Lã Thiệu chạy đến một cung điện và tự sát. Lã Toản lên ngôi.

## Trị vì
Lã Toản ban đầu ủy thác toàn bộ việc triều chính cho Lã Hoằng, và cũng đã cố thể hiện sự rộng lượng bằng việc tha cho Tề Tòng và Lã Siêu. Tuy nhiên, Lã Toản và Lã Hoằng ngay sau đó đã nghi ngờ lẫn nhau, và đến mùa xuân năm 400, Lã Hoằng đã nổi loạn. Lã Toản đã đánh bại cuộc nổi loạn của Lã Hoằng, và cho phép quân đội của mình cướp bóc ngay cả kinh thành Cô Tang, ban thưởng phụ nữ ở huyện Đông Uyển (東苑, nửa phía đông Cô Tang) cho quân lính của ông, bao gồm cả vợ và các con gái của Lã Hoằng. Mặc dù sau đó ông đã hạ giảm và hủy bỏ những lệnh này theo đề nghị của Phòng Quỹ (房晷) song hậu quả đã xảy ra. Lã Hoằng sau đó bị bắt khi đang trên đường tới Nam Lương, Lã Toản đã cho hành hình em trai một cách tàn nhẫn.
Cũng trong năm 400, Lã Toản lập vợ mình làm Hoàng hậu.
Lã Toản ngay sau đó đã thực hiện một chiến dịch chống lại Nam Lương (lúc này đang do Thốc Phát Lợi Lộc Cô cai trị) song ông đã bị Thốc Phát Nục Đàn đánh bại. Đến mùa hè, ông bắt đầu một chiến dịch khắc nhằm vào Bắc Lương và đạt được thành công bước đầu, ông đã bao vây được tân đô của Bắc Lương là Trương Dịch (張掖, nay thuộc Trương Dịch, Cam Túc), song đúng như lời dự đoán của Khương Kỉ (姜紀), người trước đó đã khuyên ông không nên thực hiện chiến dịch, Thốc Phát Nục Đàn đã thực hiện một cuộc tấn công lớn và thậm chí đã vào được thành Cô Tang trước khi rút lui, buộc Lã Toản phải kết thúc chiến dịch chống lại Bắc Lương.
Mặc dù có những thất bại trong quân sự, Lã Toản lại dành nhiều thời gian cho việc uống rượu và săn bắn. Khi viên quan Dương Dĩnh (楊穎) cố thuyết phục ông thay đổi cách thức sinh hoạt của mình, ông đã cảm tạ và tạ lỗi với Dương Dĩnh song vẫn không thể thay đổi được các thói quen này.
Năm 401, Lã Siêu trong khi không có sự chấp thuận từ trước của Lã Toản, đã tiến đánh tộc trưởng Tiên Ti là Tư Bàn (思盤). Tư Bàn đã cử em trai Khất Trân (乞珍) đến phản đối với Lã Toản, và Lã Toản đã triệu hồi cả Lã Siêu và Tư Bàn về Cô Tang. Đến khi Lã Toản gặp gỡ hai người, ông đã dọa giết Lã Siêu song việc này chỉ đơn thuần là hù dọa. Ông sau đó tổ chức một bữa tiệc cho Lã Siêu và Tư Bàn, có ý định để hai người giảng hòa. Trong bữa tiệc, một huynh đệ của Lã Siêu là Lã Long đã liên tục dâng rượu cho Lã Toản, và vì thế Lã Toản đã say rượu từ sớm. Ông ngồi trên một chiếc xe và cho Lã Siêu cùng Tư Bàn đi một vòng quanh hoàng cung. Khi chiếc xe đến một ngưỡng cửa giữa hai cung, nó đã không thể vượt qua, và các cận binh của Lã Toản là Đậu Xuyên (竇川) và Lạc Đằng (駱騰) đã bỏ gươm ra theo lệnh để nâng chiếc xe lên. Khi họ làm theo, Lã Siêu đã lấy gươm của họ và tấn công Lã Toản. Lã Toản cố gắng chống lại Lã Siêu song vì không có vũ khí nên Lã Siêu đã có thể đâm ông. Cả Đậu Xuyên và Lạc Đằng đều cố gắng chống lại Lã Siêu song cũng bị Lã Siêu giết chết. Dương Hoàng hậu đã cố gắng huy động các cận binh để chống lại Lã Siêu, song các cận binh đã nhanh chóng bỏ rơi bà, và Lã Siêu sau đó đã lập Lã Long làm hoàng đế. Đầu của Lã Toản bị cắt và bêu trước người dân, song ông vẫn được truy phong thụy hiệu hoàng đế.